# Shredy Jabarin
Pour les articles homonymes, voir Jabarin.
Shredy Jabarin / Shredi Jabarin (hébreu שרדי ג'בארין, arabe شريدي جبارين, autres orthographes : Shredi Jabarin, Shredy Gabarin) est un acteur, metteur en scène, écrivant, producteur arabe israélien né le 2 décembre 1981  à Jaffa. Il apparaît au cinéma, au théâtre et à la télévision et il a écrit et mit en scène la pièce de théâtre MissFire et les pièces I am That et Disconnections.

## Filmographie partielle

### Cinéma
- 2005 : Free Zone d'Amos Gitaï : Walid (crédité comme Shredy Gabarin)
- 2005 : Pour un seul de mes deux yeux d'Avi Mograbi (documentaire) : l’ami palestinien
- 2006 : The Bubble d'Eytan Fox : Jihad
- 2007 : Chayal Boded d'Eyal Boers (court métrage) : Saïd, le kidnappeur
- 2008 : Pour mon père (titre hébreu סוף שבוע בתל אביב (Sof Shavua B'Tel Aviv) : Week-end à Tel-Aviv, titre anglais : For my father) de Dror Zahavi : Tarek
- 2008 : Mensonges d'État de Ridley Scott : un jihadiste (non crédité)
- 2009 : Le chat de madame Moskowitch de Jorge Gurvich : l’infirmier Rafiq
- 2010 : Miral de Julian Schnabel : Ali
- 2013 : Kidon de Emmanuel Naccache
- 2014 : The Savior de Robert Savo : Jésus
- 2014 : Mars at Sunrise de Jessica Habie
- 2015 : The Children of light waiting for Giddo de Shredy Jabarin : Giddo

### Télévision
- 2005 : Adam & Eve (TV), dans la série God's Stories : Caïn
- 2005 : David (TV), dans la série God's Stories : David
- 2008 : Kavanot Tovot (hébreu כוונות טובות, Bonnes intentions, série TV) : Ibrahim
- 2009 : Ha-Emet Ha'Eroma (hébreu האמת העירומה, La Vérité nue, série TV) : Salem
- 2012 : Munich 72 : L'Attentat de Dror Zahavi : Issa (comme Shredi Jabarin)
- 2013 : Das Jerusalem-Syndrom

## Réalisateur, Scénariste, Producteur
- 2010 : MissFire
- 2013 : MissBerlin
- 2013 : Kali
- 2014 : I am that
- 2014 : Crying dogs
- 2015 : The Children of light waiting for Giddo
- 2015 : Disconnections

## Théâtre (partiel)
- 2003 : Forced Landing - The Arab Hebrew Theatre, Tel Aviv
- 2004 : A winter in the Checkpoint - The Arab Hebrew Theatre, Tel Aviv
- 2005 : The Red Tent - The Simta Theatre, Tel Aviv
- 2006 : Plonter (Le bourbier) de Yaeli Ronen, Cameri Theatre, Tel Aviv
- 2007 : Gefen Baladi (Vigne Native) de Rami Danon et Amnon Levi, Cameri Theatre,  Tel Aviv : Ramzi (avec Doraid Liddawi)
- 2008 : The second End of Europe - The Nowy Theatre, Poznan, Poland
- 2009 : La Guerre des fils de lumière contre les fils des ténèbres d'après La Guerre des Juifs de Flavius Josèphe, mise en scène d’Amos Gitai, Festival d'Avignon, Odéon-Théâtre de l'Europe, aux côtés de Jeanne Moreau et d'Éric Elmosnino
- 2010 : Death and the Maiden - Al Midan Theatre, Haifa, Israel
- 2011 : The Day Before The Last Day de Yaeli Ronen, Schaubühne, Berlin

## Distinction
- Nommé en 2008 pour l’Ophir du meilleur acteur pour Sof Shavua B'Tel Aviv